# Domaine de Sabae

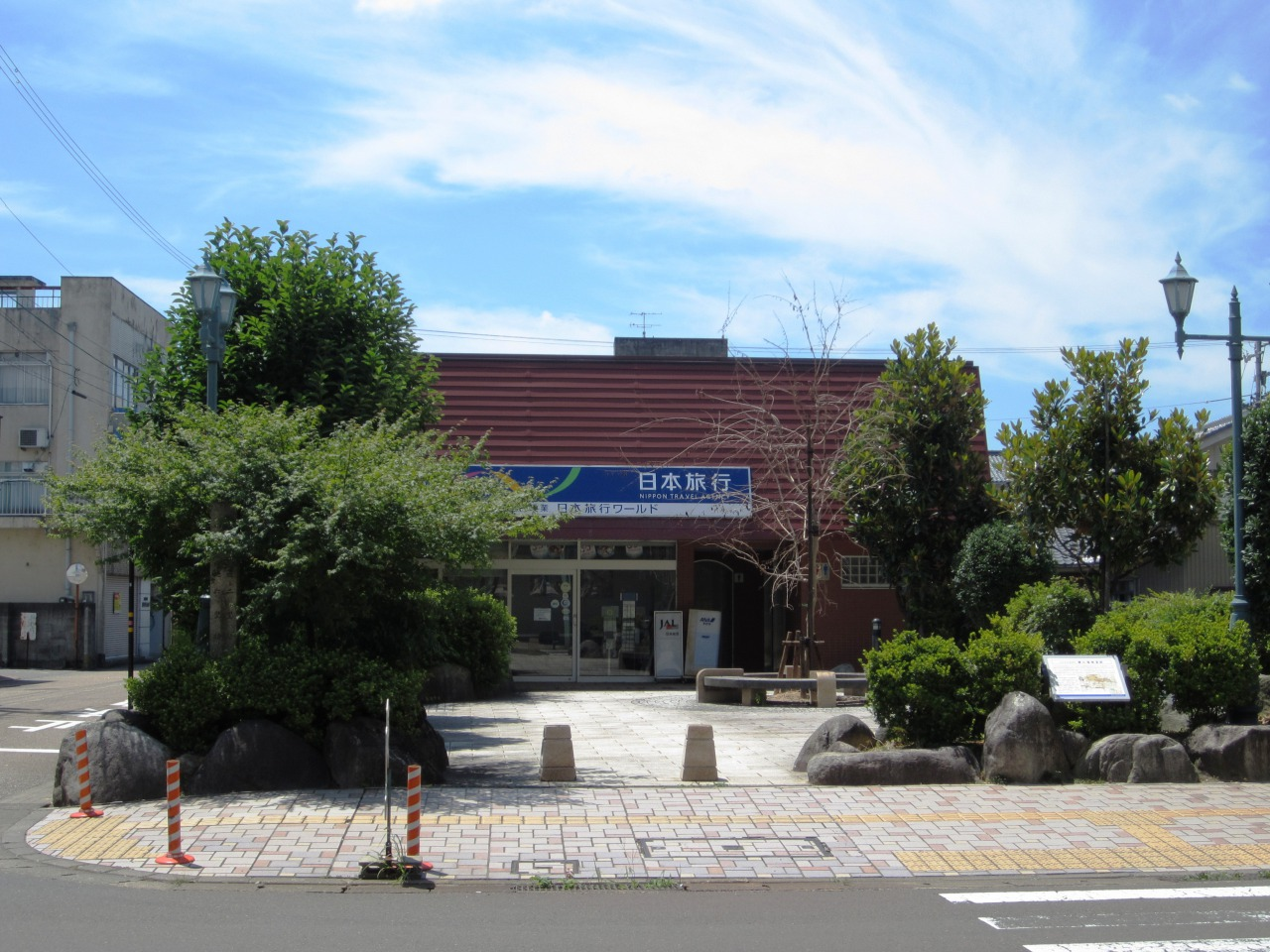
Domaine de Sabae

Le domaine de Sabae (鯖江藩, Sabae-han) est un domaine féodal japonais de l'époque d'Edo situé dans la province d'Echizen. Il est dirigé par le clan Manabe.

## Source de la traduction
- (en) Cet article est partiellement ou en totalité issu de l’article de Wikipédia en anglais intitulé « Sabae Domain » (voir la liste des auteurs).